# Ebenus
Ebenus es un género de plantas con flores  perteneciente a la familia Fabaceae. Comprende 36 especies descritas y de estas, solo 6 aceptadas.

## Descripción
Son arbustos perennes pubescentes o vellosos. Con hojas imparipinnadas con 3-15 folíolos enteros. La inflorescencia es una cabeza en pedúnculos axilares o picos. Brácteas pequeñas o ausentes. Cáliz gamosépalo. Corola de color púrpura o amarillo. Fruto encerrado en el cáliz, indehiscente.

## Taxonomía
El género fue descrito por Carlos Linneo y publicado en Species Plantarum 2: 764. 1753. La especie tipo es: Ebenus cretica L.	

## Especies aceptadas
A continuación se brinda un listado de las especies del género Ebenus aceptadas hasta abril de 2013, ordenadas alfabéticamente. Para cada una se indica el nombre binomial seguido del autor, abreviado según las convenciones y usos:
- Ebenus armitagei Schweinf. & Taub.
- Ebenus cretica L. - ébano de Candia, ébano de Creta.[3]
- Ebenus lagopus (Jaub. & Spach) Boiss.
- Ebenus pinnata Aiton
- Ebenus sibthorpii DC.
- Ebenus stellata Boiss.